# Conus abbas
Conus abbas ist eine Meeresschnecke, die im Indischen Ozean zwischen Ostafrika und Indien sowie im Pazifischen Ozean vor den Philippinen und vor Java (Indonesien) vorkommt. Wie alle Mitglieder der Gattung Conus ist Conus abbas eine Raubschnecke, deren Radulazähne mit einer Giftdrüse in Verbindung stehen.

## Beschreibung
Die Höhe des Gehäuses variiert und liegt zwischen 38 mm und 64 mm. Auf der Schale sind leichte netzartige Furchen zu erkennen. Die Farbe der Schale ist weiß und weist dünne orange-braune Bänder auf. In seltenen Fällen können auch schokoladenfarbene Streifen auftreten, die vertikal von unten bis zur Spitze verlaufen. Conus abbas ähnelt dem Weberkegel (Conus textile).
Das dünne, durchscheinende, glatte Periostracum ist gelblich-braun.
Der Fuß ist blass orangegelb und spärlich braun gefleckt, an der Vorderseite orangerosa. Der Sipho ist weiß, distal ins Rote übergehend, mit einem recht breiten schwarzen Ring in der Mitte.
Da Conus abbas auch für Menschen giftig sein kann, sollten lebende Exemplare mit großer Vorsicht behandelt werden.

## Verbreitung und Lebensraum
Conus abbas ist im Indischen Ozean an den Küsten Ostafrikas, des südlichen Indiens und Sri Lankas, vor den indonesischen Inseln Java und Bali sowie im Pazifischen Ozean an den Philippinen verbreitet.
Er lebt in seichtem Wasser bis in Meerestiefen von etwa 50 m an Korallenriffen, oft unter Korallenfelsen.

## Lebensweise und Ernährung
Der Entwicklungszyklus von Conus abbas ist bisher unbekannt. Auch die Ernährungsweise und das Beutespektrum von Conus abbas sind bisher nicht beschrieben worden. Laut der Systematik von J. K. Tucker und M. J. Tenorio (2009) gehört Conus spectrum zur Gattung Cylinder, die nach der Revision von N. Puillandre, T. F. Duda, C. Meyer, B. M. Olivera und P. Bouchet (2015) eine Untergattung von Conus ist. Andere Kegelschnecken dieser Untergattung erbeuten Schnecken, die sie durch mehrfaches Zustechen mit ihren Giftzähnen immobilisieren, so dass dies auch für Conus abbas vermutet wird.

## Gefährdung
Die IUCN stuft Conus abbas als nicht gefährdet (least concern) ein, da diese Kegelschnecke zwar selten ist, aber ein sehr großes Verbreitungsgebiet im Pazifischen Ozean einnimmt.